# جون هينوستروزا
جون هينوستروزا (بالإسبانية: John Hinostroza)‏ (22 فبراير 1980 في بيرو - ) هو مدرب كرة قدم ولاعب كرة قدم بيروفي في مركز الوسط. شارك مع منتخب بيرو لكرة القدم. أما مع النوادي، فقد لعب مع أليانزا ليما واتحاد هوارال وإستيودانتس دي مديسيني ‏ وClub Deportivo Universidad de San Martín de Porres ‏ وسيزار فاليجو ‏.

## وصلات خارجية
- جون هينوستروزا على موقع قاعدة بيانات كرة القدم.إي يو (الإنجليزية)
- جون هينوستروزا على موقع ناشيونال فوتبول تيمز (الإنجليزية)